# Цигациці
Цигациці (пол. Cigacice, нім. Tschicherzig) — село в Польщі, у гміні Сулехув Зеленогурського повіту Любуського воєводства.
Населення — 812 осіб (2011).
У 1975-1998 роках село належало до Зеленогурського воєводства.

## Демографія
Демографічна структура станом на 31 березня 2011 року:
|          | Загалом | Допрацездатний вік | Працездатний вік | Постпрацездатний вік |
| -------- | ------- | ------------------ | ---------------- | -------------------- |
| Чоловіки | 391     | 68                 | 278              | 45                   |
| Жінки    | 421     | 71                 | 253              | 97                   |
| Разом    | 812     | 139                | 531              | 142                  |